# Ammothella symbia
Ammothella symbia là một loài nhện biển trong họ Ammotheidae. Loài này thuộc chi Ammothella. Ammothella symbia được miêu tả khoa học năm 1979 bởi Child.